# Sportvagns-VM 1963
Sportvagns-VM 1963 kördes över totalt 22 omgångar.
Säsongen 1963 var sportvagns-VM större än någonsin, med 22 deltävlingar och med mästerskapet uppdelat i 14 klasser.

## Delsegrare
| Bana                         | Vinnare                                     | Märke        |
| ---------------------------- | ------------------------------------------- | ------------ |
| Daytona                      | Pedro Rodríguez                             | Ferrari      |
| Sebring 3-timmars            | Hans Herrmann                               | Fiat-Abarth  |
| Sebring 12-timmars           | John Surtees Ludovico Scarfiotti            | Ferrari      |
| Targa Florio                 | Joakim Bonnier Carlo Maria Abate            | Porsche      |
| Spa                          | Willy Mairesse                              | Ferrari      |
| Del Garda                    | "Pam" Benedetto Guarini                     | Fiat-Abarth  |
| Nürburgring 1000 km          | Willy Mairesse John Surtees                 | Ferrari      |
| Consuma                      | Edoardo Lualdi                              | Ferrari      |
| Rossfeld                     | Edgar Barth                                 | Porsche      |
| Le Mans                      | Lorenzo Bandini Ludovico Scarfiotti         | Ferrari      |
| Monza                        | "Tiger"                                     | Fiat-Abarth  |
| Wiesbaden                    | Günter Wallrabenstein Karl-Heinz Exner, Jr. | Porsche      |
| Circuit de Charade           | Lorenzo Bandini                             | Ferrari      |
| Freiburg                     | Edgar Barth                                 | Porsche      |
| Pergusa                      | "Tiger"                                     | Fiat-Abarth  |
| RAC Tourist Trophy           | Graham Hill                                 | Ferrari      |
| Villars                      | Edgar Barth                                 | Porsche      |
| Nürburgring 500 km           | Teddy Pilette Hans Herrmann                 | Fiat-Abarth  |
| Coppa Inter-Europa (GT 2.0)  | Tommy Spychinger                            | Abarth-Simca |
| Coppa Inter-Europa (GT +2.0) | Roy Salvadori                               | Aston Martin |
| Tour de France               | Jean Guichet José Behra                     | Ferrari      |
| Double 500 km                | Dan Gurney                                  | Shelby Cobra |

## Märkes-VM

### GT - Division I (1000 cm³)
| Plats | Märke       | Poäng |
| ----- | ----------- | ----- |
| 1     | Fiat-Abarth | 54    |
| 2     | Alpine      | 9     |
| 3     | Marcos      | 6     |

### GT - Division I (underkategori 700 cm³)
| Plats | Märke       | Poäng |
| ----- | ----------- | ----- |
| 1     | Fiat-Abarth | 45    |
| 2     | NSU         | 33    |
| 3     | BMW         | 18    |

### GT - Division I (underkategori 850 cm³)
| Plats | Märke       | Poäng |
| ----- | ----------- | ----- |
| 1=    | Fiat-Abarth | 27    |
| 1=    | Alpine      | 27    |
| 3     | DKW         | 12    |

### GT - Division I (underkategori 1000 cm³)
| Plats | Märke         | Poäng |
| ----- | ------------- | ----- |
| 1     | Fiat-Abarth   | 63    |
| 2     | Alpine        | 27    |
| 3     | Austin-Healey | 7     |

### GT - Division II (2000 cm³)
| Plats | Märke      | Poäng |
| ----- | ---------- | ----- |
| 1     | Porsche    | 90    |
| 2     | Lotus      | 61    |
| 3     | Alfa Romeo | 45    |

### GT - Division II (underkategori 1300 cm³)
| Plats | Märke        | Poäng |
| ----- | ------------ | ----- |
| 1     | Alfa Romeo   | 87    |
| 2     | Abarth-Simca | 72    |
| 3     | Lotus        | 63    |

### GT - Division II (underkategori 1600 cm³)
| Plats | Märke      | Poäng |
| ----- | ---------- | ----- |
| 1     | Porsche    | 90    |
| 2     | Alfa Romeo | 49    |
| 3     | Sunbeam    | 30    |

### GT - Division II (underkategori 2000 cm³)
| Plats | Märke   | Poäng |
| ----- | ------- | ----- |
| 1     | Porsche | 90    |
| 2     | MG      | 54    |
| 3     | Volvo   | 18    |

### GT - Division III (+2000 cm³)
| Plats | Märke   | Poäng |
| ----- | ------- | ----- |
| 1     | Ferrari | 126   |
| 2     | Jaguar  | 28    |
| 3     | Shelby  | 24    |

### GT - Division III (underkategori 2500 cm³)
| Plats | Märke   | Poäng |
| ----- | ------- | ----- |
| 1     | Triumph | 90    |
| 2     | Lancia  | 38    |

### GT - Division III (underkategori 3000 cm³)
| Plats | Märke         | Poäng |
| ----- | ------------- | ----- |
| 1     | Ferrari       | 117   |
| 2     | Austin-Healey | 18    |

### GT - Division III (underkategori +3000 cm³)
| Plats | Märke        | Poäng |
| ----- | ------------ | ----- |
| 1     | Jaguar       | 99    |
| 2     | Aston Martin | 30    |
| 3     | Shelby       | 27    |

### P+3.0 Prototyper +3000 cm³
| Plats | Märke   | Poäng |
| ----- | ------- | ----- |
| 1     | Ferrari | 27    |

### P3.0 Prototyper -3000 cm³
| Plats | Märke       | Poäng |
| ----- | ----------- | ----- |
| 1     | Ferrari     | 72    |
| 2     | Porsche     | 30    |
| 3     | René Bonnet | 19    |